# Josep Ballester i Roca
Josep Ballester i Roca (Alzira, 1961) és un escriptor, poeta, filòleg i professor valencià.
En 1985 es va llicenciar en Filologia catalana. Des de llavors ha estat professor de llengua i literatura contemporània de batxillerat i a la Universitat de València. També és vicepresident de l'AELC i membre de l'AJELC (Associació de Joves Escriptors en Llengua Catalana), AILLC (Associació Internacional de Llengua i Literatura Catalanes), NACS (North American Catalan Society) i del PEN català. Ha col·laborat en les publicacions El Temps, Reduccions, La Rella, Avui, Levante, TVV, Aiguadolç, Revista de Catalunya, L'Illa, Revista de Lletres, Daina, Serra d'Or i El País.

## Obres

### Investigació i divulgació
- Temps de Quarantena: cultura i societat a la postguerra, 1992

### Narrativa
- L'estrella dansarina., 1989
- La princesa Neus, 1999

### Novel·la
- La mirada de Xahrazad, 2006
- El col·leccionista de fades, 2009 (Premi de Novel·la Ciutat d'Alzira 2008)

### Poesia
- Passadís voraç de silenci, 1985
- Foc al celler, 1988
- Oasi, 1989
- Tatuatge, 1989 (Premi Ausiàs March, 1988)
- Tàlem, 1992
- L'holandès errant, 1994
- La mar, 1997 (Premi Vicent Andrés Estellés, 1996)
- Els ulls al cel i l'ànima al mar, 2004
- L'odi, 2005 (Premi Roís de Corella, 2004)[1]
- Les muses inquietants. Antologia 1982-2006, 2007
- El llibre dels somnis, 2022 (Premi de Poesia Maria Mercè Marçal 2021)[2]

### Assaig
- Joan Fuster : una aventura lírica, 1990
- La poesia catalana de postguerra al País Valencià, 1995
- Atles d'aigua i pedra, 2019 (Premi Josep Vallverdú, 2018)[3]